# Liste der Kulturdenkmäler in Neef
In der Liste der Kulturdenkmäler in Neef sind alle Kulturdenkmäler der rheinland-pfälzischen Ortsgemeinde Neef aufgeführt. Grundlage ist die Denkmalliste des Landes Rheinland-Pfalz (Stand: 21. September 2023).

## Denkmalzonen
| Bezeichnung           | Lage                       | Baujahr | Beschreibung                                            | Bild |
| --------------------- | -------------------------- | ------- | ------------------------------------------------------- | ---- |
| Denkmalzone Ortskern  | Alte Kirchstraße 8–15 Lage |         | Ortskern um den romanischen Kirchturm                   | BW   |
| Denkmalzone Moselufer | Moseluferstraße 16–26 Lage |         | Ausbauphase an der Moselseite im „moselländischen Stil“ | BW   |

## Einzeldenkmäler
| Bezeichnung                                | Lage                                          | Baujahr                            | Beschreibung | Bild                                    |
| ------------------------------------------ | --------------------------------------------- | ---------------------------------- | --- | --------------------------------------- |
| Brunnen                                    | Alte Kirchstraße                              | zweite Hälfte des 19. Jahrhunderts | Schwengelpumpe, Gusseisen, zweite Hälfte des 19. Jahrhunderts | Direkt Bild zu diesem Denkmal hochladen |
| Kirchturm                                  | Alte Kirchstraße, zwischen Nr. 13 und 15 Lage | um 1140                            | romanischer Turm der Kirche St. Matthias, um 1140 | BW                                      |
| Wohnhaus                                   | Kloster-Stuben-Straße 24 Lage                 | 17. Jahrhundert                    | Fachwerk, wohl aus dem 17. Jahrhundert | BW                                      |
| Wohnhaus                                   | Kloster-Stuben-Straße 51 Lage                 | um 1800                            | Fachwerkhaus, teilweise massiv, verputzt, abgewalmtes Mansarddach, um 1800 | BW                                      |
| Burghaus                                   | Moseluferstraße 6/7 Lage                      | Mitte des 13. Jahrhunderts         | ehemaliges Burghaus; spätromanischer Putzbau, Kleeblattbogenfenster, Mitte des 13. Jahrhunderts, Umbau 1545 und am Anfang des 18. Jahrhunderts, Anbauten aus der zweiten Hälfte des 19. Jahrhunderts                                       | Fotos hochladen                         |
| Katholische Pfarrkirche St. Peter und Paul | Neue Kirchstraße Lage                         | 1890/91                            | neugotischer Saalbau, 1890/91; Gesamtanlage mit Pfarrhaus | BW                                      |
| Pfarrhaus                                  | Neue Kirchstraße ohne Nummer Lage             | um 1900                            | ehemaliges Pfarrhaus; Bruchsteinbau, Erkertürmchen, um 1900; Gesamtanlage mit der Kirche | BW                                      |
| Wohnhaus                                   | Petersbergstraße 6 Lage                       | 16. oder 17. Jahrhundert           | Fachwerkhaus, teilweise massiv, vorderer Teil wohl aus dem 16. oder 17. Jahrhundert, rückwärtig aus dem 19. Jahrhundert | BW                                      |
| Wohnhaus                                   | Petersbergstraße 15 Lage                      | um 1910                            | Bruchsteinhaus, abgewalmtes Mansarddach, um 1910 | BW                                      |
| Kapelle St. Peter und Friedhof             | nördlich des Ortes auf dem Petersberg Lage    | ab dem 13. Jahrhundert             | Kapelle, Chor eventuell aus dem 13. Jahrhundert, Saalbau, 16. oder 17. Jahrhundert; Friedhof: Grotte, 19. Jahrhundert; Grabkreuz, 19. oder 20. Jahrhundert; Wegekreuz, Sandstein, 1759, 1763 ergänzt; Kreuz, bezeichnet 1849; Gesamtanlage | weitere Bilder Fotos hochladen          |
| Vesperbild                                 | südlich des Ortes an der Treisermühle Lage    |                                    | in der Wegekapelle: barockes Vesperbild | BW                                      |

## Ehemalige Kulturdenkmäler
| Bezeichnung | Lage                     | Baujahr         | Beschreibung | Bild |
| ----------- | ------------------------ | --------------- | --- | ---- |
| Wohnhaus    | Alte Kirchstraße 31 Lage | 16. Jahrhundert | Fachwerkhaus, teilweise massiv, Ständerbau, Krüppelwalmdach, im Kern aus dem 16. Jahrhundert; ruinös, aus Denkmalliste gelöscht | BW   |